# Championnats d'Europe de duathlon
Les championnats d'Europe de duathlon se sont déroulés pour la première fois en 1990. Les courses du championnat d'élite sont courus sur une distance de 10 km de course à pied, 40 km de cyclisme et 5 km de course à pied. Depuis 2012 des  compétitions sur distance sprint et sur longue distance sont organisées et disputées dans des compétitions spécifiques. Ces épreuves sont organisées par la Fédération européenne de triathlon (European Triathlon Union (ETU)).

## Histoire

### Palmarès Élites
| Année | Homme                            | Homme                             | Homme                           | Femme                              | Femme                             | Femme                               |
| Année | Or                               | Argent                            | Bronze                          | Or                                 | Argent                            | Bronze                              |
| ----- | -------------------------------- | --------------------------------- | ------------------------------- | ---------------------------------- | --------------------------------- | ----------------------------------- |
| 1990  | Mark Koks Pays-Bas               | Michael Holm Danemark             | Olivier Bernhard Suisse         | Thea Sybesma Pays-Bas              | Dolorita Gerber Suisse            | Simone Mortier Allemagne de l'Ouest |
| 1991  | Mark Koks Pays-Bas               | Urs Dellsperger Suisse            | Glenn Cook Royaume-Uni          | Thea Sybesma Pays-Bas              | Sarah Coope Royaume-Uni           | Melissa Watson Royaume-Uni          |
| 1992  | Spencer Smith Royaume-Uni        | Steve Burton Royaume-Uni          | Urs Dellsperger Suisse          | Thea Sybesma Pays-Bas              | Simone Mortier Allemagne          | Katinka Wiltenburg Pays-Bas         |
| 1993  | Urs Dellsperger Suisse           | Ralf Eggert Allemagne             | Miloš Fox Tchéquie              | Irma Heeren Pays-Bas               | Natascha Badmann Suisse           | Melissa Watson Royaume-Uni          |
| 1994  | Urs Dellsperger Suisse           | Normann Stadler Allemagne         | Tibor Lehmann Hongrie           | Dolorita Gerber Suisse             | Irma Heeren Pays-Bas              | Melissa Watson Royaume-Uni          |
| 1995  | Urs Dellsperger Suisse           | Péter Kropkó Hongrie              | Jürg Denzler Suisse             | Dolorita Gerber Suisse             | Natascha Badmann Suisse           | Susanne Nedergaard Danemark         |
| 1996  | Urs Dellsperger Suisse           | Pierre-Alain Frossard Suisse      | Rob Barel Pays-Bas              | Irma Heeren Pays-Bas               | Natascha Badmann Suisse           | Kerstin Rudolph Allemagne           |
| 1997  | Sylvain Golay Suisse             | Armand van der Smissen Pays-Bas   | Pierre-Alain Frossard Suisse    | Dolorita Gerber Suisse             | Kerstin Rudolph Allemagne         | Maribel Blanco Espagne              |
| 1998  | Jurgen Dereere Belgique          | Nicolas Lebrun France             | Alessandro Alessandri Italie    | Alena Peterková Tchéquie           | Fiona Lothian Royaume-Uni         | Dolorita Fuchs-Gerber Suisse        |
| 1999  | Benny Vansteelant Belgique       | Fernando Gómez Espagne            | Yann Millon France              | Irma Heeren Pays-Bas               | Alena Peterková Tchéquie          | Dolorita Fuchs-Gerber Suisse        |
| 2001  | Benny Vansteelant Belgique       | Jurgen Dereere Belgique           | Corrado Armuzzi Italie          | Irma Heeren Pays-Bas               | Christiane Söder Allemagne        | Erika Csomor Hongrie                |
| 2002  | Benny Vansteelant Belgique       | Marcus Forster Allemagne          | Lino Barruncho Portugal         | Erika Csomor Hongrie               | Vicky Pincombe Royaume-Uni        | Edwige Pitel France                 |
| 2003  | Benny Vansteelant Belgique       | Anthony Le Duey France            | Javier García Espagne           | Edwige Pitel France                | Arianna Morosin Italie            | Laura Giordano Italie               |
| 2004  | Jurgen Dereere Belgique          | Armand van der Smissen Pays-Bas   | Tim Don Royaume-Uni             | Ana Burgos Espagne                 | Vendula Frintová Tchéquie         | Helen Lawrence Royaume-Uni          |
| 2005  | Jurgen Dereere Belgique          | Filip Ospalý Tchéquie             | Armand van der Smissen Pays-Bas | Vendula Frintová Tchéquie          | Ana Burgos Espagne                | Erika Csomor Hongrie                |
| 2006  | Filip Ospalý Tchéquie            | Lino Barruncho Portugal           | Benjamin Grenetier France       | Vanessa Fernandes Portugal         | Ana Burgos Espagne                | Vendula Frintová Tchéquie           |
| 2007  | Benny Vansteelant Belgique       | Rob Woestenborghs Belgique        | Tom Lowe Royaume-Uni            | Catriona Morrison Royaume-Uni      | Radka Vodičková Tchéquie          | Alexandra Louison France            |
| 2008  | Jurgen Dereere Belgique          | Sergio Silva Portugal             | Yohann Vincent France           | Radka Vodičková Tchéquie           | Alexandra Louison France          | Deniz Dimaki Grèce                  |
| 2009  | Andy Sutz Suisse                 | Laurent Galinier France           | Sergey Yakovlev Russie          | Catriona Morrison Royaume-Uni      | Agnieszka Jerzyk Pologne          | Kaisa Lehtonen Finlande             |
| 2010  | Sergey Yakovlev Russie           | Victor Del Corral Morales France  | Ronnie Schildknecht Suisse      | Ruth Van Der Meijden Pays-Bas      | Katie Hewison Royaume-Uni         | Katrina Grimmett Royaume-Uni        |
| 2011  | Benoit Nicolas France            | Victor Del Corral Morales Espagne | Lino Barruncho Portugal         | Sandra Levenez France              | Ruth Van Der Meijden Pays-Bas     | Sabrina Godard France               |
| 2012  | Joerie Vansteelant Belgique      | Anthony Le Duey France            | Pieter Rijnders Belgique        | Lucy Gossage Royaume-Uni           | Eva Nyström Suède                 | Susanne Svendsen Danemark           |
| 2013  | Bart Aernouts Belgique           | Rob Woestenborghs Belgique        | Andy Sutz Suisse                | Lucy Gossage Royaume-Uni           | Eva Nyström Suède                 | Jenny Schulz Allemagne              |
| 2014  | Rob Woestenborghs Belgique       | Benoit Nicolas France             | Philip Wylie Royaume-Uni        | Katie Hewison Royaume-Uni          | Andrea Mayr Autriche              | Sandra Levenez France               |
| 2015  | Benoit Nicolas France            | Emilio Martin Espagne             | Philip Wylie Royaume-Uni        | Sandra Levenez France              | Sara Dossena Italie               | India Lee Royaume-Uni               |
| 2016  | Jorik Van Egdom Pays-Bas         | Benoit Nicolas France             | Yohan Le Berre France           | Giorgia Priarone Italie            | Lisa Sieburger Allemagne          | Sandra Levenez France               |
| 2017  | Emilio Martin Espagne            | Benoit Nicolas France             | Yohan Le Berre France           | Sandra Levenez France              | Margarita Garcia Cañellas Espagne | Lucie Picard France                 |
| 2018  | Yohan Le Berre France            | Benjamin Choquert France          | Emilio Martin Espagne           | Sandra Levenez France              | Sandrina Illes Autriche           | Irene Loizate Sarrionandia Espagne  |
| 2019  | Benjamin Choquert France         | Emilio Martin Espagne             | Angelo Vandecasteele Belgique   | Irene Loizate Sarrionandia Espagne | Sandrina Illes Autriche           | Sonia Bejarano Espagne              |
| 2020  | Benjamin Choquert France         | Tyler Mislawchuk Canada           | Krilan Le Bihan France          | Lisa Perterer Autriche             | Beth Potter Royaume-Uni           | Joselyn Brea Venezuela              |
| 2021  | Benjamin Choquert France         | Genis Grau Espagne                | Arnaud Dely Belgique            | Audrey Merle France                | Marion Legrand France             | Ann Uiterkamp Pays-Bas              |
| 2022  | Maxime Hueber-Moosbrugger France | Benjamin Choquert France          | Arnaud Dely Belgique            | Giorgia Priarone Italie            | Marion Legrand France             | Maurine Ricour Belgique             |
| 2023  | Benjamin Choquert France         | Arnaud Dely Belgique              | Mario Mola Espagne              | Marion Legrand France              | Maurine Ricour Belgique           | Giorgia Priarone Italie             |
| 2024  | Arnaud Dely Belgique             | Javier Martín Morales Espagne     | Benjamin Choquert France        | Marion Legrand France              | Jeanne Dupont Belgique            | María Varo Zubiri Espagne           |

### Palmarès Moins de 23 ans
| Année | Homme                       | Homme                       | Homme                     | Femme                           | Femme                           | Femme                      |
| Année | Or                          | Argent                      | Bronze                    | Or                              | Argent                          | Bronze                     |
| ----- | --------------------------- | --------------------------- | ------------------------- | ------------------------------- | ------------------------------- | -------------------------- |
| 2003  | Sergio Silva Portugal       | Ruedi Wild Suisse           | Pieter Hélin Belgique     | Miek Vyncke Belgique            | Fruzsina Bakonyi Hongrie        | Lisa Müller-ott Allemagne  |
| 2004  | Benjamin Grenetier France   | Wil Nieuwkerk Pays-Bas      | Andy Sutz Suisse          | Lisa Hütthaler Autriche         | Miek Vyncke Belgique            | Michelle Fangmann Pays-Bas |
| 2005  | Sergio Silva Portugal       | Ruedi Wild Suisse           | Akos Szucs Hongrie        | Miek Vyncke Belgique            | Olesya Prystayko Ukraine        | Ranáta Koch Hongrie        |
| 2006  | Sergio Silva Portugal       | Oliver Mott Royaume-Uni     | Bart Aernouts Belgique    | Lisa Hütthaler Autriche         | Anja Schnabel Allemagne         | Radka Vodičková Tchéquie   |
| 2007  | Bart Aernouts Belgique      | Yoan Meudec France          | Tomas Servit Tchéquie     | Charlotte Gauchet France        |                                 |                            |
| 2008  | Martin Urbanovsky Slovaquie | Matthew Gunby Royaume-Uni   | Brian Bulgaç Pays-Bas     | Charlotte Gauchet France        | Aida Valiño Espagne             | Anna Grzesiak Pologne      |
| 2009  | Alessandro Fabian Italie    | Andrea Secchiero Italie     | Antoine Duvivier Belgique | Evgenia Sukhoruchenkova Russie  | Alexandra Tondeur Belgique      | Anna Burova Russie         |
| 2010  | Étienne Diemunsch France    | Oscar Vicente Espagne       | Miguel Arraiolos Portugal | Alexandra Tondeur Belgique      | Alice Capone Italie             | Lois Rosindale Royaume-Uni |
| 2011  | Miguel Arraiolos Portugal   | Matthew Gunby Royaume-Uni   | Davide Uccellari Italie   | Alexandra Cassan-Ferrier France | Alice Capone Italie             |                            |
| 2012  | Étienne Diemunsch Espagne   | Oscar Vicente Espagne       | Miguel Arraiolos Portugal | Alexandra Tondeur Belgique      | Alice Capone Italie             | Lois Rosindale Royaume-Uni |
| 2014  | Peter Østergaard Danemark   | Alberto Della Pasqua Italie | Jan Petralia Belgique     | Georgina Schwiening Royaume-Uni | Pien Keulstra Pays-Bas          |                            |
| 2015  | Filipe Azevedo Portugal     | Mario García Moreno Espagne | Jan Petra Belgique        | Giorgia Priarone Italie         | Georgina Schwiening Royaume-Uni | Anna Noguera Espagne       |
| 2016  | Jorik Van Egdom Pays-Bas    | Jonas Hoffmann Allemagne    | Nicolas Tilman Belgique   | Sara Baumann Allemagne          | Sophie Van Der Most Pays-Bas    |                            |

### Palmarès Juniors
| Année | Homme                           | Homme                      | Homme                           | Femme                       | Femme                          | Femme                      |
| Année | Or                              | Argent                     | Bronze                          | Or                          | Argent                         | Bronze                     |
| ----- | ------------------------------- | -------------------------- | ------------------------------- | --------------------------- | ------------------------------ | -------------------------- |
| 2003  | Isaac Lopez Espagne             | David Tovar Espagne        | Andreas Giglmayr Autriche       | Renata Koch Hongrie         | Martina Krachenbuehl Suisse    | Gitta Arany Hongrie        |
| 2004  | Michel Gondek Tchéquie          | Bedan Cebin Slovénie       | Martin Urbanovsky Slovénie      | Charlotte Gauchet France    | Nicole Hofer Suisse            | Laluska Zsuzsa Hongrie     |
| 2005  | José Estrangeiro Portugal       | Bojan Cebin Slovénie       | Tibor Nuriev Hongrie            | Anastasiya Yatsenko Ukraine | Yuliya Yelistratova Ukraine    | Agnes Arany Hongrie        |
| 2006  | Alistair Brownlee Royaume-Uni   | João Silva Portugal        | Massimo De Ponti Italie         | Agnes Kostyal Hongrie       | Annamaria Mazzetti Italie      | Zsofia Toth Hongrie        |
| 2007  | João Silva Portugal             | Mark Threlfall Royaume-Uni | José Estrangeiro Portugal       | Sophie Coleman Royaume-Uni  | Kirsty Mcwilliam Royaume-Uni   | Alexa Giussani Italie      |
| 2008  | Oscar Vicente Espagne           | Mario Mola Espagne         | Miguel Henriques Portugal       | Sarah Zaborowski Allemagne  | Szandra Szalay Hongrie         | Vicky Graves Royaume-Uni   |
| 2009  | Jorge Naranjo Vichot Espagne    | Pedro Palma Portugal       | Oscar Vicente Espagne           | Vicky Graves Royaume-Uni    | Eszter Pap Hongrie             | Eszter Dudas Hongrie       |
| 2010  | Davide Uccellari Italie         | Uxío Abuin Espagne         | Thomas Bishop Royaume-Uni       | Elena Danilova Russie       | Marjon Van Der Wansem Pays-Bas | Petra Kuříková Tchéquie    |
| 2011  | Matthias Steinwandter Italie    | Gordon Benson Royaume-Uni  | Hugo Alves Portugal             | Renata Fuchs Hongrie        | Lucy Hall Royaume-Uni          | Elena Maria Petrini Italie |
| 2012  | Davide Uccellari Italie         | Uxío Abuín Espagne         | Thomas Bishop Royaume-Uni       | Elena Danilova Russie       | Marjon Van Der Wansem Pays-Bas | Petra Kuříková Tchéquie    |
| 2014  | George Goodwin Royaume-Uni      | Maximilian Zeus Allemagne  | Marco Corrà Italie              | Federica Parodi Italie      | Ivona Miklóšová Slovaquie      | Hannah Moser Autriche      |
| 2015  | Ignacio González García Espagne | Jimmy Kershaw Royaume-Uni  | Alberto González García Espagne | Lucie Picard France         | Claudia Luna Espagne           | Émilie Morier France       |
| 2016  | Moritz Horn Allemagne           | Noah Servais Belgique      | Matevž Planko Slovénie          | Lisa Tertsch Allemagne      | Lena Neuburg Allemagne         | Francesca Crestani Italie  |